# Ngôn ngữ tách biệt
Ngôn ngữ tách biệt hay ngôn ngữ cô lập/ngôn ngữ biệt lập (language isolate), theo nghĩa tuyệt đối, là một ngôn ngữ tự nhiên không có mối quan hệ phả hệ (hoặc "di truyền") với các ngôn ngữ khác, một ngôn ngữ chưa được chứng minh là có nguồn gốc từ một tổ tiên chung với bất kỳ ngôn ngữ nào khác. Các ngôn ngữ được phân lập trong các họ ngôn ngữ có hiệu lực bao gồm một ngôn ngữ duy nhất. Các ví dụ thường được trích dẫn bao gồm các tiếng Ainu, Basque, Hàn Quốc, Sumer, Elam và Vedda, mặc dù trong mỗi trường hợp, một số ít các nhà ngôn ngữ học tuyên bố đã chứng minh mối quan hệ với các ngôn ngữ khác.
Một số nguồn sử dụng thuật ngữ "ngôn ngữ cô lập" để chỉ một nhánh của một ngữ hệ lớn hơn chỉ có một thành viên còn tồn tại. Ví dụ, tiếng Albania, Armenia và Hy Lạp thường được gọi là các chủng ngôn ngữ cô lập Ấn-Âu. Là một phần của hệ Ấn-Âu, song chúng không thuộc bất kỳ nhánh nào đã được xác định (như Rôman, Indo-Iranian, Celt, Slav hoặc German), mà thay vào đó tạo thành các nhánh riêng. Tương tự, trong số các ngôn ngữ Roman, tiếng Sardegna là ngôn ngữ cô lập/tách biệt. Tuy nhiên, khi không được chỉ rõ, cô lập được hiểu là không có mối quan hệ di truyền rõ ràng với bất kỳ ngôn ngữ nào được biết đến.
Một ngôn ngữ từng được coi là tách biệt có lúc được tái phân loại vào ngữ hệ nhỏ nào đó. Điều này đã xảy ra với tiếng Nhật (hiện nằm trong ngữ hệ Nhật Bản cùng với các ngôn ngữ Ryukyu như tiếng Okinawa). Tiếng Etrusca (hiện diện tại nơi nay là nước Ý) từ lâu đã được coi là một ngôn ngữ cô lập, nhưng một số người đề xuất rằng nó thuộc về cái gọi là ngữ hệ Tyrsenian, một họ ngôn ngữ đã biến mất ("tuyệt chủng") do Helmut Rix đề xuất vào năm 1998, cùng tiếng Rhaetia, thời cổ hiện diện ở tâm dãy Alps, và tiếng Lemnos, trước đây được nói trên đảo Lemnos của Hy Lạp.
Ngôn ngữ cô lập có thể được coi là một trường hợp đặc biệt của ngôn ngữ chưa phân loại: những ngôn ngữ này vẫn không được phân loại ngay cả sau nghiên cứu chuyên sâu. Nếu nỗ lực nghiên cứu cuối cùng đem lại kết quả, một ngôn ngữ trước đây được coi là cô lập sẽ không được nhìn nhận như thế nữa. Điều này xảy ra với  tiếng Yanyuwa miền bắc Australia, hiện được đặt trong họ ngữ hệ Pama-Nyungar. Do các nhà ngôn ngữ học không phải lúc nào cũng đồng thuận về việc liệu mối quan hệ phả hệ đã được chứng minh hay chưa, nên họ thường tranh luận rằng ngôn ngữ nào đó có phải thực sự cô lập hay không.

## Mối quan hệ "di truyền" hoặc "phả hệ"
Thuật ngữ "mối quan hệ di truyền" có nghĩa là "mang tính phả hệ" trong ngôn ngữ học lịch sử. Phần lớn ngôn ngữ trên thế giới nằm một số tương đối nhỏ ngữ hệ. Các ngôn ngữ trong cùng ngữ hệ bắt nguồn từ một ngôn ngữ tiền thân chun. "Mối quan hệ phả hệ" là nét tương đồng giữa các ngôn ngữ, như giống nhau về từ vựng hay ngữ pháp, mà có thể được quy cho là thừa hưởng một ngôn ngữ tiền thân. Ví dụ, tiếng Anh có liên quan đến các ngôn ngữ Ấn-Âu khác và tiếng Trung Quốc có liên quan đến các ngôn ngữ Hán-Tạng khác khác. Theo tiêu chí này, mỗi ngôn ngữ tách biệt tạo nên một ngữ hệ riêng, lý giải cho việc các nhà ngôn ngữ học dành cho mối quan tâm đặc biệt cho các ngôn ngữ này.

## Tìm kiếm mối quan hệ
Có khả năng tất cả ngôn ngữ tự nhiên được sử dụng trên thế giới ngày nay có liên quan, thừa hưởng trực tiếp hoặc gián tiếp từ một ngôn ngữ tiền thân. Các ngữ hệ do vậy chỉ là nhánh của cây phả hệ tất cả các ngôn ngữ, và, tương tự, là hậu thân một ngôn ngữ gốc rễ. Vì lý do này, các ngôn ngữ tách biệt là đối tượng của nhiều nghiên cứu nhằm tìm ra nguồn gốc của chúng. Ví dụ, tiếng Basque đã được đem so sánh với mọi họ ngôn ngữ Á-Âu bất kể còn tồn tại hay đã biến mất, từ tiếng Sumer đến các ngôn ngữ Kartvelia, mà không mang đến kết luận cuối cùng.
Trong một số tình huống, một ngôn ngữ không có tiền thân có thể hình thành. Điều này thường xảy ra với các ngôn ngữ ký hiệu - nổi tiếng hơn cả là trường hợp Ngôn ngữ ký hiệu Nicaragua, sinh ra khi trẻ em khiếm thính không có ngôn ngữ được đặt cùng nhau và phát triển một ngôn ngữ mới. Tương tự, trong một gia đình nào đó, hai phụ huynh khiếm thính nuôi một nhóm trẻ không câm điếc nhưng không cho tiếp xúc với thế giới bên ngoài, chúng có lẽ sẽ tự phát triển ngôn ngữ nói riêng, tiếp tục dùng nó sau này, để rồi dạy cho con cái, v.v. Cuối cùng, ngôn ngữ này trở thành ngôn ngữ chính của một bộ phận dân cư. Với ngôn ngữ phi ký hiệu, điều này ít có khả năng xảy ra, nhưng trong hàng chục ngàn năm lịch sử loài người, có khả năng điều này xảy ra ít nhất một vài lần. Ngoài ra, còn có các ngôn ngữ creole và các ngôn ngữ được xây dựng như Esperanto, không xuất phát trực tiếp từ một ngôn ngữ tổ tiên duy nhất song trở thành ngôn ngữ của một bộ phận người; tuy nhiên, chúng thường lấy yếu tố từ các ngôn ngữ hiện có.